# フランチェスコ・ランディーニ
フランチェスコ・ランディーニ（Francesco Landini, またはランディーノ、Landino）は、イタリアの作曲家、オルガニスト、歌手、詩人、楽器製作者。14世紀後半で最も有名かつ尊敬された作曲家の1人で、イタリアではことに有名だった。

## 生涯
ランディーニの生涯の詳しいことは判明していない部分も多いが、いくつかのことは明確となっており、さらに文献（とくにフィレンツェの）などから、その概略は形になってきた。1325年頃の生まれの年代記作者フィリッポ・ヴィッラーニ（Filippo Villani）による1385年のフィレンツェ市民に関する本が、ランディーニの生涯に関するデータの大本である。
生まれはフィレンツェとされているが、ランディーニの甥か姪の息子にあたる人文主義者のクリストフォロ・ランディーノは、ランディーニの出生地をフィエーゾレとしている。父親はジョット派の著名な画家ヤコポ・デル・カセンティーノだった。子供の頃、天然痘にかかって失明したことで、ランディーニは早くから音楽に打ち込むようになり、リュートなど多数の楽器演奏、歌、詩作、作曲を習得した。ヴィッラーニはその年代記に、ランディーニがリュートとプサルタリー（Psaltery）を結合させた「syrena syrenarum」という楽器（バンドゥーラ (Bandura) の先駆と考えられている）などを発明したと書いている。
ヴィッラーニによると、ランディーニは1360年代の数年間ヴェネツィアに滞在していたキプロス王から月桂冠を授けられたという。ランディーニは1370年以前に何度か北イタリアで過ごしていたとされている。音楽のいくつかがその証拠で、たとえば、モテットは1368年から1382年までヴェネツィアのドージェを勤めたアンドレア・コンタリーニに献呈されている。さらに、ランディーニの作品のことが北イタリアの文献によく出てくる。
1361年、ランディーニはフィレンツェのサンタ・トリニタ修道院のオルガニストに雇われた。1365年以降はサン・ロレンツォ聖堂（Basilica of San Lorenzo）で働いた。ヴィッラーニによると、ランディーニは当時の政治的・宗教的論争に深く関わったが、フィレンツェ当局の恩恵は受け続けていたようである。ランディーニはトレチェント音楽の作曲家の多くと面識があり、その中でもロレンツォ・ダ・フィレンツェはサンタ・トリニタ修道院で一緒だった。また、アンドレア・ダ・フィレンツェ（Andrea da Firenze）とは1370年代に知り合った。1975年頃かあるいはそのすぐ後、アンドレアはフィレンツェの僕会（下僕会。Servite Order）のオルガン製作の相談役にランディーニを雇った。楽器を調律する3日間に二人が飲んだワインの領収書が残っている。ランディーニは1379年にサンティッシマ・アンヌンツィアータ聖堂（Santissima Annunziata, Florence）で新しいオルガン製作を助け、1387年にはサンタ・マリア・デル・フィオーレ大聖堂のオルガン建造計画に励んだ。
当時の作家たちの多くが、作曲家のみならず歌手、詩人、オルガニスト、さらに情熱的に献身的なフィレンツェ市民としてのランディーニの名声を証言している。音楽で聴衆を感動させるというランディーニの評判はかなり高く、作家たちは「その旋律の甘美さはまるで胸から心臓を飛び出させるほど」と記している。
ランディーニは死後、フィレンツェのサン・ロレンツォ聖堂に埋葬された。その墓石は19世紀までは行方がわからなかったが、現在では再び教会に展示されていて、そこにはポルタティフ・オルガン（en:Portative organ）らしきものを持ったランディーニの姿が描かれている。

## 音楽と影響
ランディーニは、「イタリアのアルス・ノーヴァ」と呼ばれることもある、イタリア・トレチェント様式の代表的人物だった。現存しているランディーニの作品はもっぱら世俗音楽である。宗教音楽を作った記録もあるが、どれ1つとして現存していない。現存するものには、2声のためのバッラータが89曲、3声のためのバッラータが42曲、2声と3声のヴァージョンが両方あるバッラータが9曲、他には、少ないが中世マドリガーレがある。ランディーニは自分の作品の多くに自分で詞を書いたと言われている。作品は主にスクアルチャルーピ写本の中に残されていて、それは現存する14世紀のイタリア音楽のほぼ1/4にあたる。
ランディーニは、「ランディーニ終止（Landini cadence）」または「Landino sixth」という終止の手法にその名を残している。これは導音（Leading-tone）とその主音の解決との間に第6音（下中音 Submediant）を挿入するというものである。しかし、ランディーニ終止はランディーニが始めたわけでも、ランディーニの作品特有のものでもない。この時代の多声音楽の多くに見られるもので、15世紀にも、たとえばジル・バンショワの歌曲などによく使われた。現存する作品でいえば、ランディーニ終止を最も早く使ったのはゲラルデッロ・ダ・フィレンツェである。
ランディーニは自分の中世マドリガーレの1曲に、自分で詞をつけている。「私は音楽、そして今泣いている、私の甘く完全な響きを捨て、通りの音楽を選ぶ知的な人々のことを知り残念で」。